# The Next Doctor
"The Next Doctor" (intitulado "O Próximo Doutor" no Brasil) é um episódio especial de Natal da série de ficção científica britânica Doctor Who, transmitido originalmente através da BBC One em 25 de dezembro de 2008. Foi escrito pelo showrunner Russell T Davies e dirigido por Andy Goddard. É o quarto especial natalino do programa após o retorno da série em 2005.
No episódio, o alienígena viajante do tempo conhecido como o Doutor (David Tennant) chega a Londres na véspera de Natal de 1851 onde se junta a um homem que parece ser outra encarnação sua; em sua busca para frustrar uma conspiração dos Cybermen para criar uma versão gigante chamada CyberRei sob o controle da Srta. Hartigan (Dervla Kirwan), os dois inadvertidamente descobrem que o "novo" Doutor é na verdade Jackson Lake (David Morrissey), um humano normal que começou a sofrer de amnésia e a acreditar ser o Doutor após interagir com a tecnologia Cyberman.
Durante sua exibição original, o episódio teve uma audiência de 13,1 milhões de espectadores e foi o segundo programa mais assistido do dia de Natal de 2008. Foi o último episódio de Doctor Who a ser filmado em definição padrão.

## Enredo

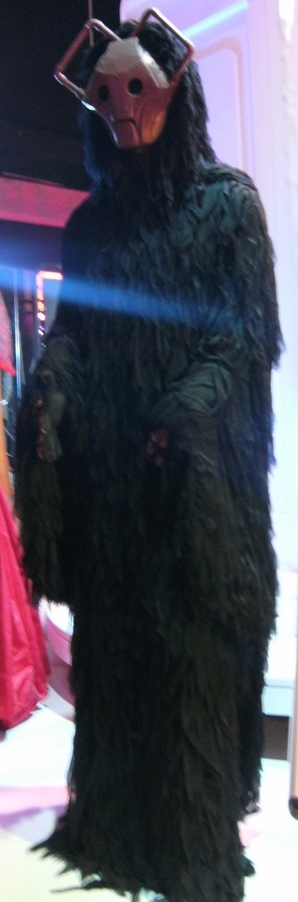
A Cyber-sombra vista no episódio em exposição na Doctor Who Experience

O Décimo Doutor pousa em Londres na véspera de Natal de 1851. Ouvindo gritos de socorro, ele encontra um homem que se autodenomina "o Doutor" e sua companheira Rosita tentando e falhando em capturar uma Cyber-sombra, um tipo de Cyberman. O Doutor acredita que o homem, que está sofrendo de amnésia, pode ser uma futura encarnação de si mesmo. O homem, apelidado de o "Próximo Doutor", leva o Doutor para uma casa próxima de um reverendo recentemente falecido, acreditando que ele esteja ligado a uma série de desaparecimentos na cidade. Lá dentro, eles descobrem um par de selos de informação de dados Cyberman, que o Próximo Doutor se lembra de ter segurado na noite em que perdeu suas memórias.
Os dois Doutores se reagrupam com Rosita na base do Próximo Doutor, onde o Doutor percebe que o outro é na verdade um humano, Jackson Lake, a suposta primeira pessoa desaparecida. O Doutor suspeita que Jackson tenha encontrado os Cybermen e usado os selos de informação contendo conhecimento sobre ele para afastá-los. A mente de Jackson então entrou em um estado de fuga devido ao trauma das criaturas matando sua esposa, e como o selo de informação havia infundido sua mente com conhecimento do Doutor, ele passou a acreditar que era ele. O Doutor e Rosita então partem para tentar encontrar a fonte dos Cybermen.
Os dois encontram várias crianças, retiradas de orfanatos ao redor da cidade pela Srta. Hartigan, sendo colocadas para trabalhar em uma instalação subterrânea sob a guarda dos Cybermen. Posteriormente ela é traída e convertida na controladora do "CyberRei", um Cyberman mecânico gigante alimentado pela energia gerada pelas crianças, ganhando também o controle sobre os outros Cybermen. Jackson se lembra de encontrá-los ao se mudar para sua nova casa, onde encontram uma entrada para a base das criaturas no seu porão. Dentro do complexo, conforme o CyberRei começa a subir para a cidade, os três resgatam as crianças, incluindo o filho de Jackson, que foi sequestrado no ataque inicial que desencadeou seu estado de fuga. O CyberRei começa a devastar a cidade e quando a Srta. Hartigan recusa a oferta do Doutor de deixar o planeta, ele usa os selos de informação para cortar sua conexão com o CyberRei, expondo-a à emoção do que ela fez. A sobrecarga emocional destrói tanto os Cybermen quanto ela. Quando o CyberRei começa a cair, o Doutor o joga no Vórtice do Tempo com tecnologia do porão de Jackson, salvando Londres.

### Continuidade
De acordo com Neil Gaiman, ao discutir o episódio "Nightmare in Silver" de 2013, os Cybermen das Indústrias Cybus "foram lançados no tempo e no espaço" pelo Doutor no final deste episódio e eventualmente encontraram os Cybermen de Mondas; seu "cruzamento e intercâmbio de tecnologia" resultou na variedade de Cybermen vistos naquele episódio.

## Produção

### Roteiro
A publicidade pré-transmissão, baseada em trechos do livro de Russell T Davies Doctor Who: The Writer's Tale, revelou que o Doutor conheceria um homem interpretado por David Morrissey que também afirmava ser o Doutor. Em outros trechos, Davies comentou: "O melhor título para este episódio seria The Two Doctors... mas talvez não. The New Doctor, talvez? Ou The Next Doctor? Eu gosto bastante de The Next Doctor."
Após o sucesso do especial de Natal do ano anterior, "Voyage of the Damned", que teve como convidada especial a estrela pop Kylie Minogue como a acompanhante do Doutor, Astrid Peth, Davies inicialmente sentiu-se tentado a copiar este formato com outra estrela convidada de alto nível, mas decidiu contra isso depois de brincar com a ideia de "Cheryl Cole a bordo do Hindenburg" como exemplo.
Ao escrever o episódio, Davies estava infeliz com a cena final em que o Doutor se livra do CyberRei com o conveniente cofre dimensional Dalek, mas não conseguia pensar em outra maneira de impedir que Londres fosse esmagada por um robô gigante. Mais tarde, após o episódio ter sido produzido, ele concebeu um final alternativo em que a Srta. Hartigan "deveria ter destruído os Cybermen quando ela gritou... mas ela ainda ficava na cadeira", enquanto o CyberRei caia na Terra, o Doutor a chamava dizendo "Salve-os". Esta versão faria Hartigan se redimir, pois ela era a única capaz de fazer o CyberRei desaparecer, sem a necessidade do que Davies chamou de "um cofre dimensional Dalek continuo bobo". Julie Gardner achava que este teria sido um final superior, "maravilhoso" e Davies disse que ele "não pôde suportar que possa ter havido um final melhor do que realmente transmitimos".
Davies disse que tentou fazer da companheira de Jackson Lake, Rosita, uma combinação de Rose e Martha, para que ela parecesse uma companheira antes de fazer qualquer coisa.

### Locais

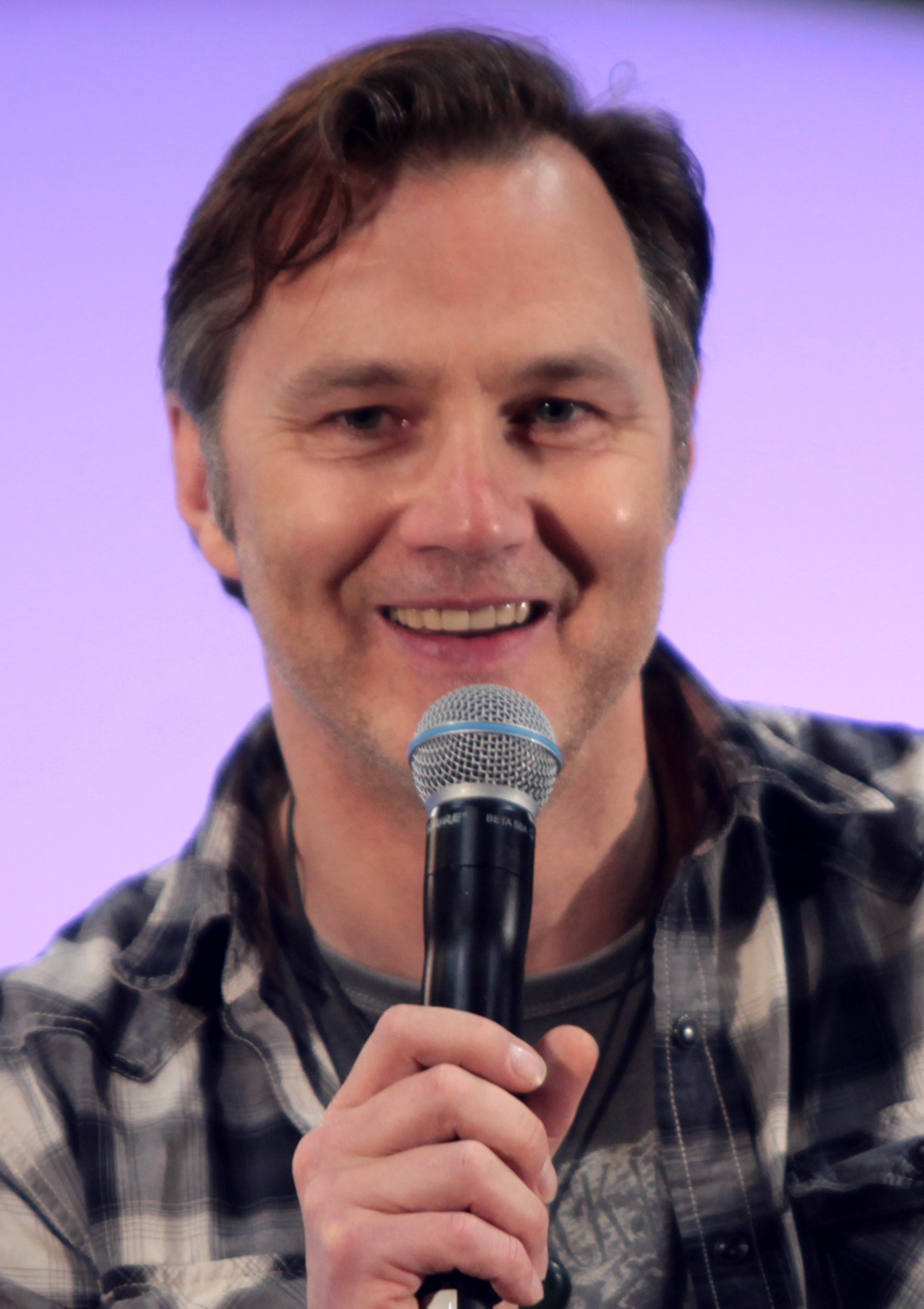
David Morrissey (imagem), junto com Velile Tshabalala, foram as estrelas convidadas do episódio.

As filmagens deste episódio foram realizadas em abril de 2008 na Catedral de Gloucester, no Cemitério St Woolos em Newport e nas ruas de Gloucester, onde as filmagens foram prejudicadas por até mil espectadores. O cenário do hub principal de Torchwood também foi reaproveitado como oficina para as crianças.

### Elenco
David Morrissey é o principal ator convidado, interpretando "um personagem chamado o Doutor - um homem que acredita ser um Senhor do Tempo". Ele foi influenciado em sua atuação pelos atores anteriores do Doutor, William Hartnell, Patrick Troughton e Tom Baker, pois acreditava que havia "uma verdade" em suas atuações porque eles "nunca viram [Doctor Who] como um gênero ou programa infantil". Ele é acompanhado por Velile Tshabalala como Rosita, a companheira do "Doutor" de Morrissey, a quem Davies descreveu como "provavelmente mais inteligente do que os dois Doutores juntos". Para Tshabalala, a personagem veio naturalmente porque sua caracterização de "garota cockney mal-humorada" era muito "próxima da realidade" para ela.
Dervla Kirwan interpreta Misericórdia Hartigan, que Davies descreve no comentário em áudio do episódio como "uma vilã mais sombria do que nunca". Grande parte de sua caracterização não foi explicitada em tela, mas Davies discutiu isso em longas conversas com Kirwan e a co-produtora Julie Gardner. Davies caracteriza a Senhorita Hartigan como "uma vítima de abuso", cujo subtexto sugere uma "terrível história pessoal" que é sintomática de ser "parte daquela era vitoriana". Davies a descreve como "uma mulher impotente que esteve em servidão ou muito pior durante toda a sua vida", mas tem o cuidado de não mencionar sua profissão específica, dizendo: "Falo muito discretamente sobre isso porque há crianças ouvindo e observando e não devo entrar em mais detalhes." No entanto, ele explica que "coisas terríveis foram feitas a ela", o que é a causa de seu "caráter realmente distorcido, onde ela sexualiza tudo". Em termos de indumentária, ela "se veste de vermelho" porque "tudo é inflamatório para ela". "E no final, realmente", Davies fala sobre como escapar da opressão masculina, "ela se tornou um homem, ela se tornou o CyberRei. Ela teve que passar por esse processo extraordinário porque estava muito traumatizada".

### Design
O design original de Neil Gorton da Millennium FX para a Cyber-sombra pegou a aparência existente do Cyberman e o "reformou" adicionando rebites e um acabamento de cobre. O design era barato, mas Davies não acreditava que fosse a abordagem certa. Ele esboçou uma nova aparência que era "uma versão grosseira de um Cyberman, todo angular e quadrado e envolto em vestes pretas esvoaçantes". Gorton usou o esboço para criar uma máscara de fibra de vidro que os atores da Cyber-sombra usavam sobre suas cabeças. A figurinista Louise Page fez as vestes esvoaçantes, que eram "leves o suficiente para não restringir o movimento" para completar o traje.
Originalmente, Gardner relatou que havia uma insatisfação generalizada com a coroa do CyberRei de Hartigan. O capacete original, ela comentou que "era como a cabeça da Cyberwoman de Torchwood" (referindo-se ao episódio de mesmo nome daquela série), literalmente "uma cabeça de Cyberman em Dervla Kirwan" ou "como se Dervla Kirwan tivesse decidido ir a uma festa à fantasia como um Cyberman". A resposta de Davies foi "Oh meu Deus, não". A equipe de produção, então produziu em dois dias o capacete final visto no episódio, que Davies descreveu como "bonito", porque era "vitoriano e se encaixava no design". Na cena após o capacete ser colocado nela, Dervla usou lentes de contato pretas e a empresa de efeitos especiais The Mill ajudou a se livrar de "quaisquer vestígios de branco" na pós-produção.

## Transmissão e recepção

### Transmissão
Números preliminares mostram que o episódio teve uma audiência de 11,71 milhões durante sua exibição original, com um pico em 12,58 milhões de espectadores e uma quota de 50,5% do intervalo de tempo de 18:00 que foram mostrados. Foi o segundo programa mais visto no dia de Natal de 2008, atrás de A Matter of Loaf and Death de Wallace e Gromit. No final foram exibindo números que mostraram uma audiência de 13,1 milhões de telespectadores.
O episódio teve um  Índice de Apreciação do público de 86, considerado "excelente", tornando-se o segundo programa apreciado pela maioria dos telespectadores  no dia de Natal. O único programa de pontuação superior foi A Matter of Loaf and Death, que marcou 88.
Embora "The Next Doctor" não tenha sido filmado em HD, a BBC o exibiu na BBC One HD na quinta-feira, 30 de dezembro de 2010. Eles aumentaram a escala do programa para HD, e também incluiu som Dolby Surround. Este é o terceiro episódio de Doctor Who que teve sua resolução aumentada no Reino Unido.

## Lançamentos domésticos

### Lançamento em DVD
O DVD do episódio foi lançado no Reino Unido em 19 de janeiro de 2009. Apresenta um conjunto completo de créditos finais recém-produzidos em um formato "cinematográfico" para substituir a versão transmitida. Há uma hora de recursos especiais no disco, incluindo o Doctor Who Confidential completo para o episódio, uma edição reduzida do Doctor Who Prom apresentado por Freema Agyeman e o mini-episódio de sete minutos "Music of the Spheres". O DVD foi relançado em 11 de janeiro de 2010 no boxset The Complete Specials junto com o restante dos especiais de 2008 a 2010.
Os dez especiais de Natal entre "The Christmas Invasion" e "Last Christmas" foram lançados em um boxset intitulado Doctor Who – The 10 Christmas Specials em 19 de outubro de 2015.

### Lançamento em Blu-ray
Embora "The Next Doctor" não tenha sido filmado em alta definição, foi ampliado para Blu-ray, com áudio DTS HD 5.1, e lançado como parte do boxset dos especiais de 2008-2010, para Blu-ray, intitulado Doctor Who: The Complete Specials.

### Trilha sonora
Trechos selecionados da trilha sonora deste especial, compostos por Murray Gold, foram incluídos no disco Series 4 – The Specials lançada pela Silva Screen Records em 4 de outubro de 2010.

## Prêmios
Em abril de 2010, foi nomeado para o Prêmio Hugo de Melhor Apresentação Dramática, Forma Curta, juntamente com outros dois episódios da série, "Planet of the Dead" e "The Waters of Mars", mas acabou perdendo para este último.